# Lieux de Battlestar Galactica
 (décembre 2017).
Si vous disposez d'ouvrages ou d'articles de référence ou si vous connaissez des sites web de qualité traitant du thème abordé ici, merci de compléter l'article en donnant les références utiles à sa vérifiabilité et en les liant à la section « Notes et références ».

Cet article présente les différents lieux fictifs de la série télévisée Battlestar Galactica.
- Haut – A
- B
- C
- D
- E
- F
- G
- H
- I
- J
- K
- L
- M
- N
- O
- P
- Q
- R
- S
- T
- U
- V
- W
- X
- Y
- Z

## A

### Aerilon
Aerilon est l'une des Douze Colonies, conquise par la colonie des Aries, l'une des tribus venues de Kobol.
Sa population s'élevait à 1,2 milliard d'habitants et sa capitale était Gaoth. La Déesse Patrone d'Aerilon était Déméter.
Aerilon était une colonie presque exclusivement agricole et fournissait de ce fait 80 % des ressources agro-alimentaires de Douze Colonies et de ce fait était considéré comme la capitale agricole des 12 Colonies. Paradoxalement, cette planète stratégique, avec son industrie alimentaire omniprésente, était une des plus pauvres des colonies, sans doute dans un trio de queue formé de Gemenon, Sagitaron, et Aerilon elle-même. Aerilon avait dû importer la technologie et les biens de consommation qu'elle ne pouvait produire elle-même. 
Les Aeries étaient connus comme des gens simples, cherchant l'équité en toute chose et surtout très loyaux et robustes. La plupart des Aeries naissent, vivent et meurent sur les mêmes quelques kilomètres carrés de terre. Certains n'ont même jamais quitté leur ville natale. Ils se réveillent chaque jour dans le même lit, travaillent chaque jour dans les mêmes champs et terminent chaque nuit dans les mêmes bars, buvant la même bière. Les étrangers voient cette vie comme triste et sans intérêt, mais les Aeries sont fiers de leur vie simple. Ils font une journée de travail honnête pour un salaire honnête.
D'ailleurs la société d'Aerilon est la première à avoir éradiqué la pauvreté. Ce qui ne l'empêche pas de faire partie des trois Colonies les moins développées.
La planète ne possédait pas d'océans, uniquement des mers, et était composée de quatorze continents et deux sous-continents tous voués à un élevage intensif et une gigantesque culture productiviste. Elle ne comptait que trois villes dignes de ce nom  : Gaoth, la capitale, Promethea, la deuxième ville de la planète après la capitale, une ville essentiellement minière en pleine expansion et enfin Tyrena, la troisième. Le reste était plutôt des villages, dont les bâtiments dépassaient rarement les quelques étages. Trevor était sans doute une lune d'Aerilon.
Aerilon était aussi la planète d’origine du Dr. Baltar, le plus célèbre scientifique des Douze Colonies au moment de l’attaque des Cylons ; cependant, Baltar avait depuis longtemps quitté Aerilon pour s’installer sur Caprica, la capitale fédérale des Douze Colonies. Gaïus Baltar est d'ailleurs l'un des rares membres de cette communauté à avoir quitté sa planète. La plupart des Aeries naissent, vivent et meurent dans le même hameau. Il est d'ailleurs étonnant que l'un des plus grands scientifiques, toutes colonies confondues, soit originaire de Aerilon quand on sait que cette colonie ne produisait aucune technologie.
La Gazette d'Aerilon était l'un des journaux de la planète.

### Algues (Planète des)
Voir Planète des algues

### Aquaria
Aquaria est une des douze colonies de Kobol. Sa population était de 2 millions d'habitants environ à la Chute des Colonies et elle n'avait pas de capitale même si sa principale ville était Heim. Le Dieu patron d'Aquaria était Hermès.
C'était un monde en grande partie inexploré, avec une seule masse continentale : Kryos, un continent en forme de croissant avec des volcans aux deux extrémités. Aquaria était donc très largement connue pour son vaste océan parsemé d'îles éparses, et Aquaria était, à l'image de Picon, un monde composé d'eau.
Les terres émergés ne représentent que 17 % de la surface d'Aquaria.
Fondé comme un avant-poste de recherche scientifique, ce monde avait, lors de la colonisation, attiré un petit nombre de personnes. Les Aquarians étaient solides, têtus et indépendants. Leur population avait su augmenter assez rapidement d'autant plus que les Aquarians eux-mêmes savaient mettre leur planète en valeur. Aquaria avait notamment réussi à mettre en place une agriculture efficace. De ce fait, si Aerilon fournissait 80 % des ressources agroalimentaires aux colonies, Aquaria fournissait une grande partie du restant en revendant notamment ses excédents en poisson et en algues. La proximité avec Caprica et Virgon facilitait ces échanges. En effet, Aquaria se trouve sur la même orbite que Caprica et Virgon. Aquaria précède Caprica sur cette orbite troyenne.
Elle est considérée comme la capitale touristique des 12 Colonies.
Malgré l'absence d'une réelle Capitale, le gouvernement organisait des réunions hebdomadaires ouvertes aux citoyens comme aux non-citoyens. La plupart des problèmes abordés étaient résolus par un vote à la majorité, y compris l'élection du Premier Ministre de la Colonie.

### Armistice (Ligne d')
Voir Ligne d'Armistice.

### Armistice (Station d')
Voir Station d'Armistice.

## C

### Canceron
Canceron était une colonie ayant beaucoup investi dans le tourisme et elle était connue pour ses plages immenses.
La majeure partie de ses terres étaient composées de territoires désertiques inhabitables car perclus de volcans. D'ailleurs la Flotte Coloniale effectuait bon nombre d'exercices sur ces landes désolées, notamment des essais de frappes orbitales destinés à tester la fiabilité des armes des battlestars et autres vaisseaux militaires.
La présence de l'activité volcanique très développée de Canceron avait donc obligé sa population à se concentrer dans d'immenses mégapoles sur les côtes des continents et aux pôles de la planète.
L'autre revers moins glorieux de la colonie était son système carcéral. On trouvait sur Canceron les plus grands centres pénitentiaires des Douze Colonies de Kobol. La situation de ceux-ci était souvent catastrophique que cela soit en termes d'hygiène ou de traitement des personnes incarcérées ou même des conditions de travail du personnel pénitentiaire. 
Si les métropoles côtières étaient dévolues aux activités de tourisme et de loisirs ainsi que de mises en valeur de la planète et de sa société, ce sont près des villes polaires que l'on trouvait ce qui constituait la honte de Canceron : les établissements d'incarcération de la taille de gigantesques complexes complètement insalubres, aux méthodes d'encadrement douteuses et au personnel peu formé et en nombre très restreint.
Un système particulier est d'ailleurs mis en place sur Canceron au sein du système pénitentiaire. Les prisonniers ont la possibilité de travailler dans les mines de Tylium et en échange peuvent gagner des « points de liberté ». Ils peuvent par la suite les utiliser pour réduire leur peine.
C'est sur Canceron que se trouve le centre du marché noir des Colonies. Elle est considérée comme la capitale démographique des 12 Colonies.
Avant la Première Guerre Cylon, Canceron était une colonie très pauvre et victime de la surpopulation, mais depuis les choses ont évolué et son niveau de vie ainsi que sa richesse globale ont progressé. Elle reste néanmoins sans aucun doute la 4e plus pauvre des 12 Colonies. Les principales villes comme Hadès, la capitale de la planète et Mangala, possédaient de grands bidonvilles et l'importante population de la planète lui avait valu le nom de « plus grande démocratie ». Elle est d'ailleurs la planète la plus peuplée des 12 Colonies de Kobol et de ce fait est divisé en pas moins de 88 États autonomes.
Le Pyxis, l'un des vaisseaux de ligne de la Flotte, fut l'un des derniers vaisseaux à quitter la planète Canceron lorsque les Cylons lancèrent leur attaque éclair pour écraser les Douze Colonies et exterminer la race humaine. À son bord se trouvait Shelley Godfrey, une des copies de Numéro Six qui accusa plus tard Baltar de trahison contre les Colonies.

### Caprica
Caprica (nom ancien Capricorne) est une planète du système stellaire Cyrannus et une des Douze Colonies de Kobol. Sa capitale est la ville de Caprica City.
Après l'unification, Caprica devient le siège du gouvernement des Douze Colonies. Autant avant qu'après la Première Guerre contre les Cylons, ce monde est considéré comme le centre colonial des affaires politiques, de la culture, des arts, de la science et de l'enseignement, et la langue parlée sur Caprica est devenue le langage commun des Douze Colonies. Caprica a toujours été l'une des colonies les plus prospères et était donc la capitale politique, administrative, universitaire, technologie et scientifique des 12 colonies.

#### DansGalactica
Caprica faisait partie au même titre que Virgon et Sagitarria des colonies internes et fut ainsi attaquée en priorité.

#### DansBattlestar Galactica
Caprica est une planète luxuriante, bleue. Elle comporte de vastes océans et continents, y compris une région arctique. Le climat de la planète est décrit comme modéré, au moins dans la région bordant Caprica City et Delphi.
Caprica partage son orbite avec Gemenon sa planète-sœur. Lors des journées dégagées, Gemenon peut être vue depuis Caprica, on observe alors un grand corps céleste dans le ciel.
Avant l'unification des Colonies par le biais des Articles de la Colonisation (la constitution coloniale instituant les Colonies-Unies de Kobol), Caprica avait un gouvernement indépendant des autres colonies, dirigé par un Premier Ministre.
Environ 60 ans avant la Chute des Douze Colonies, Caprica était en proie au terrorisme religieux. Un groupe monothéiste, connu comme les Soldats de l'Unique, est responsable d'un attentat à la bombe à bord d'un train dans Caprica City et vraisemblablement d'autres actes terroristes comme montre la série Caprica.
Le premier prototype Cylon est créé sur Caprica par « Graystone Industries », traçant la voie pour la Première Guerre contre les Cylons.
Après la guerre, Caprica devient une fois de plus le centre culturel, économique et politique des Douze Colonies. Le Gouvernement Colonial est situé sur cette planète.
La Chute
Caprica fut dévastée par de massifs bombardements nucléaires pendant la Chute des Douze Colonies. La majorité de la population de la planète ne fut toutefois pas tuée directement par les bombardements, mourant par la suite des radiations et des actions d'exterminations menées par les troupes cylons déployées sur la planète.
Les quelques cités de moindre importance non touchées furent prises par les Cylons qui ont alors utilisé la planète comme base d'opérations.
Quelques-uns des survivants ont été incarcérés par les Cylons pour leurs expériences de création d'enfants humains-cylons notamment les femmes, sur lesquelles les cylons effectuaient des tests pour comprendre les mécanismes de la reproduction. Un très petit groupe d'humains isolés a formé un mouvement de résistance près de Delphi, effectuant des actions de guérilla contre les installations et habitations Cylon, jusqu'à ce que le Galactica vienne les secourir neuf mois plus tard ; Caprica, comme les autres colonies occupées, a ensuite été abandonnée par les Cylons lorsque ceux-ci ont réalisé qu'anéantir les Colonies avait été une grave erreur.
Lentement mais sûrement, pendant l'année qui a suivi les bombardements nucléaires massifs, l'écosystème de la planète, comme les arbres et la vie sauvage, diminua. L'atmosphère de la planète changea, passant de la couleur bleue à une sorte de jaune. Le sort ultime de Caprica n'est pas connu.
Les survivants de Caprica
Plusieurs habitants notables de Caprica ont survécu à l'holocauste au sein de la Flotte, au point que presque tous les dirigeants de la Flotte sont Capricans.
Trois mois après la Chute, 6 250 personnes de Caprica rejoignent Laura Roslin près de Kobol. Le nombre global de survivants de Caprica, certainement significativement supérieur, est inconnu.
Après la Chute, le premier délégué de Caprica au Quorum est Gaïus Baltar. Quelques années plus tard, ce poste est occupé par Lee Adama.
Les épisodes de la série réinventée dépeignent ce qui se passent sur la planète et à quelques survivants humains restés sur Caprica, à la suite de l'attaque. Ils font face aux menaces à la fois de la radiation à la suite du changement brutal que l'atomisation de la planète impose à l'écosystème et aux tentatives d'occupation de la planète par les Cylons.

### Caprica City
Caprica City est la capitale de la planète Caprica et des Douze Colonies. Comme le montrent tant la série originale que celle réinventée, c'est une très grande ville avec une population de 7 millions d'habitants (8 lors de la première guerre cylon). Elle est aussi très belle, avec de nombreux gratte-ciels, et se situe sur les rives d'un océan ou d'une mer. La ville a été totalement détruite par les Cylons lors de la destruction des Douze Colonies.

### Colonie (La)
Également surnommée le « Vaisseau Colonie », cette structure est dépourvue de système PRL tellement elle est vaste.
Il s'agit de l'endroit où les Centurions cylons se sont réfugiés après la première guerre contre les humains des Douze Colonies de Kobol.
C'est à bord de cette forteresse spatiale (bien plus imposante qu'un battlestar ou une base ou un vaisseau de résurrection, même le Hub), que les centurions de la première guerre ont réalisé la matrice de ce qui deviendrait à terme le processus de résurrection mais aussi et surtout, y mirent au point les « skinjobs », les Cylons organiques ayant apparence humaine, le tout avec l'aide des Cinq Derniers, des Cylons de la Terre venus les aider.
Ce quartier général cylon est situé au bord d'un trou noir et est finalement détruit au cours du dernier épisode de la série, quand le tir accidentel de plusieurs missiles nucléaires lancés par un Rapace sur la structure déstabilise son orbite et le font plonger dans la singularité.
Il s'agirait en réalité du vaisseau qu'ont utilisé les Cinq Derniers pour rejoindre les systèmes des Colonies de Kobol. Les centurions l'ont aménagé et largement agrandit.

### Colonies extérieures
Les Colonies extérieures désignent l'ensemble des planètes et lunes qui ne font pas partie des douze mondes principaux bien qu'étant pleinement intégrés à la république fédérale.  Beaucoup  de coloniaux pensent que les cylons se sont infiltrés dans les sociétés coloniales à partir de ces mondes secondaires. Troy est par exemple l'un de ses mondes, probablement l'un des plus importants.

## D

### Delphes
Delphes était une ville importante sur la planète Caprica. C’est dans cette ville que le Capitaine Kara Thrace habitait avant les attaques, et là aussi où se situait le musée des Colonies qui abritait la Flèche d’Apollon, un ancien artefact qui pouvait théoriquement montrer le chemin vers la Terre, habitée par la treizième colonie. Elle était sans doute le deuxième centre urbain de la Colonie après Caprica et on sait d'ailleurs qu'elle bénéficiait d'une liaison aérienne toutes les heures vers Caprica. Elle possédait également un spatioport, ce qui indique que les Colonies en avaient sans doute plusieurs chacune voire plusieurs par continents, Delphi semblant être sur le même continent que Caprica City.
Comme pour la ville de Caprica, la population de Delphes a été totalement anéantie durant l’attaque des Cylons ; cependant, le bâtiment abritant le musée résista à l’attaque, tout comme la flèche d’Apollon.

## G

### Gemenon
Gemenon fut la troisième planète à être colonisée après Tauron et Caprica. Les premiers colons à s'installer sur cette terre inhospitalière étaient de fervents croyants, prêtres et oracles étudiant rigoureusement les Saintes Écritures. La colonie de Gemenon se démarque dès lors par une grande ferveur religieuse. Aujourd'hui, certains survivants qualifient cette ferveur de fanatisme religieux. Avant l'holocauste, deux sectes se toléraient sur Gemenon : les fondamentalistes et les orthodoxes. Les fondamentalistes ne remettent en cause aucun des mots des Saintes Écritures, tandis que les orthodoxes se concentrent sur le dernier testament de la « Gemenese ».
De cette particularité Gemenon est en général considéré comme la capitale religieuse des douze Colonies.
Cette lune gravite autour de la géante gazeuse Héra. Les vents et le froid rendent son climat particulièrement rude. Les processions et autres pèlerinages serpentent dans d'infranchissables montagnes et relèvent donc d'un véritable défi pour les croyants. 
Économiquement, la pauvreté est de mise sur Gemenon, en raison de la doctrine religieuse des habitants. En réalité, si leur ferveur religieuse est bien à l'origine de cette pauvreté, elle n'en est pas le seul motif. Gemenon ne possède que peu de ressources monnayables : du bois extrait des forêts, du métal, et du gaz écopé sur la géante gazeuse Héra. Et les Gemenons, particulièrement altruistes, n'hésitent pas à offrir ces différentes ressources.
Politiquement la planète est très divisée et repartie en 16 cités-États très autonomes les unes des autres bien qu'un gouvernement général administrant l'ensemble de la planète siège dans l'une d'entre elles sur le Continent central.
Gemenon compte quatre continents qui sont appelés selon leur position géographique, les continent Sud, Nord, central et occidental. Globalement les cités États les plus conservatrices sont situés au nord et l'on trouve les cités-États libérales dans l'hémisphère sud.

## H

### Héra
Héra est une géante gazeuse qui fait partie du (ou des) systèmes des colonies. Dans la série originelle de Galactica notamment, Gemenon gravite autour d'elle.

## K

### Kobol
Pour le langage de programmation, voir Cobol.
Kobol est la planète mère d'où tous les humains sont censés venir. À un moment donné la planète prospérait ; elle était dirigée par les Seigneurs de Kobol, qui vivaient — disait-on — avec les dieux. Par la suite, cependant, le peuple de Kobol devint corrompu, décadent, et brutal. Ils pratiquaient même des rites de sacrifices humains. Il en découla que les dieux de Kobol chassèrent les treize tribus d’humains qui vivaient avec eux. Douze d’entre elles s'établirent sur les Douze Colonies, la treizième se dirigea vers la Terre.

## L

### Leonis
Leonis est l'une des douze Colonies de Kobol. Les colons qui ont suivi Leo se sont installés sur l'une des lunes de la géante gazeuse Zeus. Les colons ont choisi cette lune car son sol renferme de l'uranium. Cette stratégie payante a permis aux Lions d'avoir une place prépondérante en fournissant des armes thermonucléaires à la flotte coloniale. Après quelques siècles d'exploitation, les réserves d'uranium étaient épuisées.
Lors d'une guerre civile particulièrement sanglante, Caprica et les deux autres lunes de Zeus, Scorpia et Picon, ont bombardé la colonie, la réduisant littéralement en cendres. Leonis est alors devenue la colonie esclave de Picon. Le Quorum des Douze est devenu un temps le Quorum des Onze. Le bain de sang fut si inhumain que des rumeurs courent selon lesquelles les militaires ont continué d'accorder des contrats aux Lions par culpabilité de leurs actes passés.
Les lions se sont orientés vers des emplois, militaires (infanterie), de matelots, voire de mercenaires. Durant la première guerre contre les Cylons, ses hommes et femmes avaient exactement les qualités et compétences dont la flotte coloniale avait besoin. D'esclaves, ils devinrent héros de guerre. Leur statut fut rétabli et c'est ainsi qu'ils récupérèrent leur place au Quorum des Douze.
Elle abrite depuis la seconde place forte des forces Armées Coloniales. Sur son sol sont installés les chantiers de construction de la Flotte et elle possède a priori des chantiers spatiaux en orbite à l'image de ceux de Scorpia.
Sa rivalité avec cette dernière se situe sur tous les plans, sportifs, économique, militaire....
Dans les temps antiques, elle était un des deux empires majeurs des 12 mondes avec Virgon....
Le temple d'Aphrodite est le temple le plus important de la planète.
Le vin est l'une de ses productions locale (Vin Mousseux leonisans) et elle compte un festival cinématographique réputé....
On dénombre 3 continents sur Leonis, au Nord, au Sud et à l'ouest.
Ce sont des citoyens de Leonis qui ont pris part à la libération de Caprica occupé durant la première guerre cylon, ce qui a eu pour conséquence de fournir des preuves de la loyauté des Lions envers les Douze Colonies de Kobol et a pu jouer en leur faveur pour récupérer leur place au sein du Quorum.
On peut la considéré comme la capitale industrielle militaire et artistique des 12 Colonies.

### Libris
Libris est l'une des douze Colonies de Kobol. Sa surface fut bombardée par les armes atomiques des Cylons au début de la Seconde Guerre tout comme les onze autres mondes.
Libris est un monde plutôt prospère, elle fut tenue à l'écart des grandes batailles de la Première Guerre Cylon car bien que possédant un éventail de l'ensemble des ressources répertoriées sur les Douze Colonies et leurs mondes annexes, la planète ne possède aucune de celles-ci en quantité importante.
Ses infrastructures et sa population furent donc épargnées des conséquences de la Guerre contre les Cylons. (À l'inverse de mondes tel que Caprica ou Tauron.)
La population de Libris est très hétérogène et comprend aussi bien des agriculteurs, que des ouvriers, employés ou homme d'affaires.
Elle est surtout connue pour habiter le siège du pouvoir judiciaire des Douze Colonies de Kobol, la Cour Suprême de Justice Coloniale, la plus haute institution du système judiciaire, ce qui en fait la capitale judiciaire des 12 Colonies.
Elle est la Colonie où les différences de revenus sont les moins importantes des douze Colonies. 
On note la présence de zones de marais très importantes sur la planète.
Les futurs magistrats et autres juristes viennent étudier sur Libris dans une des prestigieuses écoles de droit que compte la Colonie.
Le système bancaire est très développé sur Libris car de nombreux hommes d'affaires et autres milliardaires profitant du peu d'intérêt des Cylons pour la planète lors de la guerre ont confié leurs économies aux banques locales ce qui a permis le développement rapide de la Colonie grâce aux investissements dans les loisirs et les jeux d'argent.
Les casinos et autres établissements de luxe ont depuis proliféré sur la planète.
Libris ne fait pas pour autant partie des Colonies les plus riches et développées, mais ne figure pas dans les plus pauvres.

### Ligne d'Armistice
La ligne d’Armistice détermine la limite spatiale entre les territoires spatiaux des Douze Colonies et cylon. Elle a été déterminée à la fin de la première guerre contre les Cylons. Le commandant Adama du battlestar Valkyrie, sous les ordres de l’amiral Corman, avait envoyé un pilote du nom de Novacek derrière la ligne d’Armistice, un an avant la destruction des Colonies. La mission de Novacek était d’espionner les Cylons, mais il a été détecté et Adama choisit de descendre le vaisseau de Novacek avec ce dernier à l’intérieur plutôt que de laisser les Cylons découvrir la nature de la mission. Plus tard, Adama a commencé à voir cet incident comme le point de départ de la seconde guerre avec les Cylons.

### Ligne Rouge
La Ligne Rouge est une ligne imaginaire constituant la limite de l'espace exploré aux alentours des colonies. Elle se limite à définir les environs immédiats des systèmes des 12 colonies de Kobol et de leurs mondes extérieurs. Avant la chute des colonies, les coloniaux sont censés n'avoir jamais réalisé de bond PRL au-delà de cette ligne. À ne pas confondre avec la ligne d'armistice.

## M

### Mehidra
Planète recouverte au moins en partie de jungle ou vivent beaucoup d'insectes. La mère de Kara Thrace y a passé un séjour probablement lors de sa carrière militaire, ce qui l'a beaucoup marquée. En effet les conditions de vie y sont à priori très rudes.

## N

### Nouvelle Caprica
La planète a été nommée en référence à Caprica, la principale planète des Douze Colonies de Kobol. Elle fut découverte fortuitement, par un vaisseau Rapace auquel on avait fourni des coordonnées de bond PRL erronées. La principale caractéristique de cette planète est que son système solaire est noyé dans une nébuleuse, dont les perturbations électromagnétiques rendent toutes détections Dradis impossibles. Elle est donc cachée aux cylons. 
C'est une planète froide et peu hospitalière, dont seule une étroite bande autour de l'équateur est habitable pour les humains. Cependant, la planète étant cachée aux Cylons par la nébuleuse, le Président Gaïus Baltar ordonna d'y installer la flotte des survivants humains qui avaient échappé à la destruction des Douze Colonies de Kobol par les Cylons. Malgré le fait que la planète soit en majorité inhospitalière, la majorité des survivants furent d'accord, lassés de vivre entassés dans des vaisseaux spatiaux depuis presque un an. D'ailleurs, l'installation permanente sur cette planète fut le seul argument de Baltar lors des élections présidentielles, ce qui lui permit d'être élu.
Cependant, l'incapacité de Baltar à gouverner, le climat rude et le manque de matériel rendirent la colonisation chaotique, et de plus en plus de survivants commencèrent à regretter leur choix. 
Les humains installés sur la Nouvelle Caprica construisirent leurs nouvelles maisons dans le lit d’une rivière asséchée. Le climat de la planète humide et morne transforma le lit de la rivière en boue. En plus de cela, l’humidité et le froid ont conduit certains colons à développer des maladies comme la grippe et la pneumonie.
380 jours après le début de la colonisation, les Cylons trouvèrent Nouvelle Caprica et l'occupèrent, laissant Baltar diriger un gouvernement de collaboration. De plus, la flotte de guerre en orbite dut s'enfuir, laissant les derniers membres de l'Humanité à la merci des Cylons. Toutefois, un mouvement de résistance se mit en place et, en coordination avec la flotte coloniale revenue sur place, elle parvint à évacuer la population humaine.

## O

### Œil de Jupiter
L’œil de Jupiter est une alcôve à l’intérieur du Temple des cinq, situé sur la planète des algues. Un puits de lumière venant du plafond permet d’éclairer le mandala. Le dessin ressemble à la supernova de l’œil de Jupiter et au dessin que faisait le lieutenant Thrace lorsqu’elle était enfant.

## P

### Picon
Picon est une des planètes des Douze Colonies qui était peuplée par une des tribus de Kobol : les Poissons. Picon est considérée comme une des plus avancées et des plus riches des colonies (sans doute la 4e plus riche après le trio de tête constitué par Tauron, Caprica et Virgon). C’est aussi l'une des principales bases militaires des Colonies qui abritait le quartier général et le haut commandement de la Flotte Coloniale. Comme les onze autres colonies, Picon fut détruite par les Cylons durant la destruction des Douze Colonies. Picon est une planète essentiellement insulaire, plus encore qu'Aquaria. Un océan planétaire occupe l'intégralité de la planète hormis les îles et archipels ou habite la population. Les principales métropoles de la planète sont ainsi pour la plupart des villes portuaires à l'image de la capitale de Picon où se trouve le siège de la Flotte Coloniale et de l'Amirauté ce qui fait de Picon la capitale militaire des 12 Colonies de Kobol.
Le système économique est de type social libéral et la politique sociétale en matière est très libérale. Le niveau de vie est élevé sur Picon bien que moins que celui de Caprica. Dans l'épisode la mère de l'humanité, Saul Tigh qui se trouve dans un club de strip-tease avec sa femme Helen et William Adama est étonné du tarif d'une strip-teaseuse pour une prestation qui lui annonce le prix de 40 cubits alors qu'il n'a jamais payé plus de 30 cubits sur Picon.
De plus dans une des scènes bonus du film The Plan, Helen Tigh qui discute avec John Calvil dans un bar sur Picon, lui dit que l'une des raisons pour lesquelles elle habite sur Picon avec son mari, est que les loyers sont bas (sans doute vis-à-vis de Caprica dont elle est en partie originaire).
Le Picon Star était l'un des journaux de la colonie.

### Planète des algues
La planète surnommée « planète des algues » est une planète terrestre possédant un anneau et située à l'extrémité d'un jeune amas stellaire. La planète abonde de vies végétales primitives, sous la forme d'algues que la flotte en fuite s'empresse de moissonner afin de se nourrir. Il y a également une immense région désertique où la flotte installe un campement temporaire.
Le chef Tyrol découvre le Temple des cinq sous la surface de la planète. Ce dernier l'attire mystérieusement. Après la fuite de la planète, ce temple est considéré comme une colonie temporaire de la treizième tribu de Kobol lors de leur voyage vers la terre, quelque 4 000 ans auparavant. L'artefact appelé « Œil de Jupiter » est situé à l'intérieur de ce temple, offrant un nouvel indice vers la Terre. La planète, le temple et l'artéfact sont cités dans les textes sacrés.
La destruction de la planète coupe-court à la présence de la flotte alors que l'étoile géante bleue de la planète devient une nova. Après l'explosion de la nova, la jeune nébuleuse qu'elle crée ressemble à la nébuleuse ionienne, distante de 13 000 années-lumière. Pensant que l'Œil de Jupiter agit comme un « poteau indicateur », l'amiral Adama ordonne de mettre le cap sur la nébuleuse ionienne pensant qu'elle mènera à la Terre.
Lieux de tournageKamloops, en Colombie-Britannique, au Canada (séquences extérieures).

## S

### Sagitarron
Sagitarron est vraisemblablement une colonie délaissée, privée du droit de vote, victime séculaire de pouvoirs tyranniques tant extérieurs que domestiques. Les Sagitarrons ne croient pas en la médecine moderne et soignent maladies et blessures à l'aide de remèdes traditionnels et de prières. 
Les Sagittarons se méfient grandement de la médecine moderne y compris dans les grandes métropoles. 
Il semble qu'il existe une sorte d'aversion d'une partie des autres coloniaux vis-à-vis des ressortissants sagitarrons.
Elle est sans doute la plus pauvre et la moins développée des douze Colonies. 
L'hémisphère nord est le moins « fermé » au monde extérieur et c'est sur celui-ci que se trouve la capitale planétaire, une des rares villes de la planète où l'on peut trouver quelques loisirs...
Les habitants de l'hémisphère sud sont réputés très xénophobes. 
Dans la série originelle, Sagitarron qui porte le nom de Sagitarria fut attaquée en priorité car elle faisait partie des colonies internes (gravitant autour de l'étoile principale) au même titre que Caprica et Virgon. (Le fait qu'elle possédait la meilleure défense des douze colonies a sans doute compté.)

### Scorpia
Scorpia, planète qui abrite la colonie du même nom, est détruite au commencement de l'histoire de Battlestar Galactica lors d'une attaque furtive par les cylons.
Le jeu de rôle BattleStar Galactica RPG présente de façon plus approfondie cette colonie. Néanmoins, les informations sur la position des colonies sont différentes entre Galactica, Battlestar Galactica et le jeu BattleStar Galactica RPG. Scorpia est la troisième lune de la géante gazeuse Zeus. Sur d'autres orbites de Zeus, se trouvent également Leonis et Picon.
La végétation de cette petite lune est composée de forêt et de plantes exotiques qui poussent malgré la rigueur d'un climat froid. Cette végétation s'étend sur une part très importante de la planète obligeant les scorpios lors de leur installation à bâtir leurs villes dans les cols des montagnes et en altitude en général afin d'échapper à cette canopée envahissante et peu domesticable. Toutes les tentatives d'établir des habitations permanentes se sont soldées par des échecs.
Ses colons, les Scorpios, sont considérés comme froids et calculateurs. En toute logique, on peut se demander si Ronald D. Moore ne pensait pas aux Vulcains de Star Trek en ébauchant les scorpions. En raison de ce caractère, les scorpions n'entretiennent pas de bonnes relations avec les deux autres colonies gravitant autour de Zeus. Néanmoins Scorpia entretient des liens solides avec Tauron qui lui permettent d'asseoir son influence au sein du système. Pour tenter de mettre fin aux tensions entre les trois lunes de Zeus, un compromis fut mis en place, selon lequel Leonis construirait les navires de guerre de la flotte coloniale, Scorpia les entretiendrait, et Picon s'occuperait de l'administration de la Flotte.
Scorpia abrite donc un chantier spatial pour la maintenance des Battlestars et d'autres vaisseaux spatiaux. Le Pegasus allait s'arrimer à ce chantier pour trois mois de maintenance lorsque les Cylons attaquèrent. L'offensive fut meurtrière mais le Pegasus réussit à fuir en faisant un bond PRL en aveugle. Deux autres battlestars eurent moins de chance et furent détruits en même temps. La colonie a été durement frappée comme les onze autres colonies. 
La Colonie compte beaucoup de parcs d'attractions et de monuments historiques, ce qui fait de Scorpio la capitale culturelle des 12 colonies de Kobol. La pratique du parapente semble être très courante.

### Station d'Armistice
La station d’Armistice est un espace diplomatique qui apparaît au début de la mini-série. Cette station a été construite après la fin de la première guerre avec les cylons pour que les Humains et les Cylons aient un endroit neutre pour continuer leurs accords de paix. Durant quarante ans, les colonies ont envoyé chaque année un représentant. Les cylons ne sont jamais venus sauf pour détruire la station juste avant l’invasion et la destruction des Colonies.

## T

### Tauron
Tauron est citée comme représentante typique avec Virgon et Caprica de la catégorie des colonies riches. Sa population semble constituée principalement de cols blancs.
L'amirale Helena Cain est native de cette colonie qui a connu une invasion cylon lors de la première guerre.
Le climat de la planète semble semi désertique bien que celle-ci soit connue pour ses pâturages, les fleurs tout du moins sont rares voire inexistantes.
L'économie de Tauron reposait au départ sur une industrie moderne très développée mais depuis Virgon l'a supplanté. Du coup le gouvernement local s'est tourné vers le développement de son système financier. Tauron devient ainsi le premier pôle financier des Douze Colonies juste après Caprica.
La Banque de Réserve Centrale Coloniale a son siège sur Tauron., ce qui est fait la capitale financière institutionnelle des 12 Colonies. 
La capitale de la planète se nomme Hephaïstion et elle constitue la deuxième plus importante métropole des Colonies après Caprica City. Elle est d'ailleurs sa principale rivale.
Tauron est réputée pour être nationaliste et indépendante vis-à-vis du pouvoir fédéral, ce qui créé souvent des tensions avec le gouvernement fédéral. Ses habitants sont connus pour être fiers. La majorité de ses métropoles sont situés dans l'espace intertropical car le climat de la planète est très froid, peut être le plus froid des 12 Colonies.

### Terre (ancienne)
La Terre, d'après les Écritures sacrées des Douze Colonies, est la planète légendaire où se serait installée la treizième tribu de Kobol. Dès la première attaque des Cylons, le commandant Adama promet à la flotte de les emmener sur Terre.
Cette Terre est finalement atteinte par la flotte, mais se révèle inhabitable. La totalité de la planète semble en effet toujours affligée des conséquences d'un conflit nucléaire global datant de près de 2 000 ans (Déception).
Il s'avère que la Terre a été en réalité colonisée par la tribu originelle des Cylons de Kobol. Ceux-ci ont évolué au point de devenir semblables en tout point aux humains depuis la découverte de la reproduction sexuée. 2000 ans avant la première guerre entre Coloniaux et Cylons, les Cylons terriens construisirent des Cylons mécaniques qu'il utilisèrent dans tous les travaux lourds ou dangereux. Finalement, ces Cylons mécaniques se rebellèrent et déclenchèrent une guerre nucléaire qui anéantit la planète et sa population, ne laissant que les Cinq Derniers, qui abandonnèrent la planète pour rejoindre les Douze Colonies afin de faire part de leur expérience, même s'il ne purent empêcher la guerre là-bas non plus.

### Terre (nouvelle)
Les survivants de la flotte finissent par trouver une planète habitable. Bien que la « véritable » Terre, planète de la Treizième colonie, se soit révélée inhabitable, ils appellent ce nouveau foyer « Terre », en référence à l'image de Terre Promise que ce nom a porté tout au long de l'exode.
Cette planète est peuplée d'une espèce primitive d'humains, biologiquement semblables aux réfugiés des colonies. Les réfugiés, humains et Cylons humanoïdes, y prennent ensemble un nouveau départ, abandonnant leur technologie et s'hybridant librement avec les natifs.
Cette planète se révèle être « notre » planète Terre, l'arrivée des réfugiés coloniaux se situant environ 150 000 ans avant notre ère.

### Trevor (Troy)
Trevor (ou Troy en version anglaise), colonie minière à proximité d'Aerilon, est détruite lors d'un grand cataclysme (un des dômes protecteurs se serait effondré créant une réaction en chaine, voir scènes coupées de l'épisode final « La mère de l'humanité »), tuant la majorité de ses colons, dont les parents du Lieutenant Sharon Valerii, Abraham et Catherine Valerii.
Aucun propos ne permet d'envisager que Troy soit une planète, un astéroïde ou simplement une ville.

## V

### Virgon
Virgon est citée comme représentante typique avec Tauron et Caprica de la catégorie des colonies riches. Sa population semble constituée principalement de cols blancs.
Dans la série originelle Galactica, Virgon fit partie des trois colonies attaquées en priorité avec Caprica et Sagittaria, à l'inverse de la série des années 2000 ou au contraire Virgon semble la dernière colonie prise pour cible.
À la suite d'accords entre Picon, Libris et Caprica, Virgon fut choisie pour occuper une place prépondérante en termes d'industrie au sein des systèmes Coloniaux.
Les résultats d'une telle politique dépassèrent toutes les attentes et Virgon devint au détriment de Tauron la capitale industrielle des colonies devant Caprica elle-même. La Colonie est également surnommé la capitale de la mode.
La planète est composée de deux plaques continentales majeures : Eurynome et Tethys.
On sait également que le système de gouvernement est de type monarchiste parlementaire. Le souverain (empereur) règne mais ne gouverne pas.
De grandes forêts parsèment les terres émergés de la planète. Virgon est surnommée tantôt « l'Impériale Virgon », tantôt la « planète bleue ». En effet les océans et les mers couvrent 75 % de la surface de la planète et la végetation semble également être bleue d'après Daniel Graystone dans la série Caprica. Il y a de fortes chances qu'elle soit la troisième planète la plus océanique des 12 Colonies après Picon et Aquaria.

## Z

### Zeus
Zeus est une géante gazeuse du système stellaire abritant les douze colonies. Cette géante gazeuse possède plusieurs lunes. Le nombre exact de ses lunes n'est pas précisé. Néanmoins, trois de ses lunes (Leonis, Picon et Scorpia) sont des colonies et elles concentrent l'essentiel de la force militaire des Douze Colonies de Kobol.